# Chrysotus andrei
Chrysotus andrei är en tvåvingeart som beskrevs av Negrobov 1986. Chrysotus andrei ingår i släktet Chrysotus och familjen styltflugor. Inga underarter finns listade i Catalogue of Life.